# 난좡향

난좡 향의 위치

난좡향(한국어: 남장향, 중국어: 南庄鄉, 병음: Nánzhuāng Xiāng)은 중화민국 먀오리 현의 향이다. 넓이는 165.4938km2이고, 인구는 2015년 8월 기준으로 10,585명이다.

## 지리
먀오리 현의 동북쪽에 위치하고 있다. 주민은 객가족이 가장 많고 그 다음으로 민난인(푸젠계 본성인), 원주민인 타이야족(泰雅族)과 싸이샤족(賽夏族)이다. 서쪽의 산맥 때문에 강수량은 적고, 우기는 5~9월 무렵이다.

## 역사
난좡은 일찍이 임업과 광업이 번창한 거리로, 1950년경에는 20여사의 채굴 기업이 있었지만 1970년대부터 광업이 쇠퇴하기 시작해 최성기에는 4만 명 정도 있던 인구가 현재는 1만 명 정도까지 감소하였다. 현재는 자연을 살린 관광 리조트, 그린 투어리즘의 난장 휴한농업구에 힘을 쓰고 있다.